# Revolución de amor
Revolución de amor es el título del sexto álbum de estudio y 16º. en general grabado por la banda de rock en español mexicana Maná. Fue lanzado al mercado por la compañía discográfica Warner Music Latina el 20 de agosto de 2002. Este álbum tuvo como singles destacados: «Ángel de amor», «Eres mi religión», «Mariposa traicionera» y «Sábanas frías» a dúo con el cantautor panameño Rubén Blades.

## Antecedentes y lanzamiento
El 22 de febrero de 2003, Maná presentó en Buenos Aires, Argentina Revolución de amor ante un público de 31 000 personas y con este concierto marcó una actividad de TeleFood. Los ingresos netos del espectáculo se donaron a la campaña de la FAO contra el hambre.
De igual modo, contó con la participación de Carlos Santana y su guitarra en «Justicia, tierra y libertad» y también con la de Rubén Bladés en «Sabanas frías». Por último, se debe destacar también que el guitarrista del grupo, Sergio Vallín, debutó como cantante en la canción «¿Por qué te vas?». Luego, el cantante italiano Zucchero invitaría a Maná a grabar la canción «Baila morena», Maná le devuelve la invitación al cantante al invitarlo a participar en la canción «Eres mi religión» pero ahora en italiano, que luego fue incluida en una edición especial del disco. En la gira de Revolución de amor consiguen a Fernando Vallín como guitarrista invitado desde 2002.

## Producción
En este producción se combinan sonidos reggae, funk, afro-cubano y rock con canciones que abordan el medio ambiente, ciertas situaciones sociales y la reflexión en cuestiones de amor y desamor. Maná se ha caracterizado por su adhesión a causas sociales y ecológicas, la mayoría de ellas impulsadas por Selva Negra, fundada en 1986. La portada contiene una imagen del Sagrado Corazón de Jesús atravesado por una rosa, coronado por una antorcha, y con una estrella de cinco puntas encima. La revista Modern drummer incluyó en marzo de 1997 al baterista Álex González como uno de los mejores bateristas actuales.

## Rendimiento comercial
El disco resulta ser menos exitoso en comparación a su predecesor. Con este álbum la banda Maná ganó el Premio Grammy al Mejor Álbum de Rock Latino/Alternativo en la 45.ª edición anual de los Premios Grammy, celebrados el domingo 23 de febrero de 2003 y también ganó el Premio Grammy Latino al Mejor Álbum de Rock Vocal por Dúo o Grupo y Mejor Ingeniería de Grabación para un Álbum en la 4.ª edición de los Premios Grammy Latinos, celebrados el miércoles 3 de septiembre de 2003.

## Lista de canciones
| N.º   | Título                                                   | Letras        | Música                      | Duración |  |
| 1.    | «Justicia, tierra y libertad» (con Carlos Santana)       | Fher Olvera   | Fher Olvera                 | 5:17     |  |
| 2.    | «Ay, doctor»                                             | Fher Olvera   | Fher Olvera · Álex González | 5:30     |  |
| 3.    | «Fe»                                                     | Álex González | Álex González               | 4:41     |  |
| 4.    | «Sábanas frías» (con Rubén Blades)                       | Fher Olvera   | Fher Olvera                 | 5:20     |  |
| 5.    | «Pobre Juan»                                             | Fher Olvera   | Fher Olvera                 | 5:13     |  |
| 6.    | «¿Por qué te vas?»                                       | Sergio Vallín | Sergio Vallín               | 4:43     |  |
| 7.    | «Mariposa traicionera»                                   | Fher Olvera   | Fher Olvera                 | 4:23     |  |
| 8.    | «Sin tu cariño»                                          | Álex González | Álex González               | 5:01     |  |
| 9.    | «Eres mi religión»                                       | Fher Olvera   | Fher Olvera                 | 5:29     |  |
| 10.   | «No voy a ser tu esclavo» (con Asdru Sierra de Ozomatli) | Fher Olvera   | Sergio Vallín               | 4:26     |  |
| 11.   | «Ángel de amor»                                          | Fher Olvera   | Fher Olvera · Álex González | 5:01     |  |
| 12.   | «Nada que perder»                                        | Álex González | Álex González               | 5:11     |  |
| 59:59 |                                                          |               |                             |          |  |

## Revolución de amor: Edición gira 2003
| Edición gira 2003 |                                                             |          |  |
| N.º               | Título                                                      | Duración |  |
| 1.                | «Eres mi religión» (con Zucchero)                           | 5:32     |  |
| 2.                | «Justicia, tierra y libertad» (con Carlos Santana)          | 5:20     |  |
| 3.                | «Ay, doctor»                                                | 5:32     |  |
| 4.                | «Fe»                                                        | 4:43     |  |
| 5.                | «Sábanas frías» (con Rubén Bladés)                          | 5:22     |  |
| 6.                | «Pobre Juan»                                                | 5:16     |  |
| 7.                | «¿Por qué te vas?»                                          | 4:45     |  |
| 8.                | «Mariposa traicionera»                                      | 4:28     |  |
| 9.                | «Sin tu cariño»                                             | 5:02     |  |
| 10.               | «Eres mi religión»                                          | 5:33     |  |
| 11.               | «No voy a ser tu esclavo» (con Asdrubal Sierra de Ozomatli) | 4:30     |  |
| 12.               | «Ángel de amor»                                             | 5:01     |  |
| 13.               | «Nada que perder»                                           | 5:14     |  |

### DVD
- "Ángel de amor" vídeo musical
- "Eres mi religión" vídeo musical
- "Mariposa Traicionera" vídeo musical
- Documental de la fundación selva negra
- sesión de grabación "Eres mi religión" con Zucchero
- Promoción del tour en Francia y Alemania
- Fotogalería

## Contraportada

### Cita delSubcomandante Marcos
Además de la letra de la canción Justicia, Tierra y Libertad en donde hay palabras del guerrillero Subcomandante Marcos, en la contraportada debajo de una fotografía de Emiliano Zapata aparece el siguiente texto:
Hermanos y hermanas de otras razas, de otro color, pero de un mismo corazón.
--Subcomandante Marcos

## Posicionamiento en las listas
| Lista (2002)                    | Máxima posición |
| ------------------------------- | --------------- |
| U.S. Billboard 200              | 22              |
| U.S. Billboard Top Latin Albums | 1               |
| U.S. Billboard Latin Pop Albums | 1               |

### Sucesión y posicionamiento
| Predecesor: ¿Qué pides tú? de Álex Ubago | PROMUSICAE Spanish Album Chart — Álbum N°. 1 19 de agosto de 2002 - 15 de septiembre de 2002 | Sucesor: Quizás de Enrique Iglesias |

| Predecesor: Una lágrima no basta de Los Temerarios | U.S. Billboard Top Latin Albums — Álbum N°. 1 7 de septiembre de 2002 - 4 de octubre de 2002 | Sucesor: Quizás de Enrique Iglesias |

| Predecesor: Acústico de Ednita Nazario | U.S. Billboard Latin Pop Albums — Álbum N°. 1 7 de septiembre de 2002 - 4 de octubre de 2002 | Sucesor: Quizás de Enrique Iglesias |

## Certificaciones del álbum
| País (organismo certificador) | Certificación  |
| ----------------------------- | -------------- |
| México (AMPROFON)             | 3× Platino+Oro |
| Argentina (CAPIF)             | 7× Platino     |
| Estados Unidos (RIAA)         | Oro            |
| Estados Unidos (RIAA)         | 4x platino     |